# Barbara Palmer
Barbara Palmer, I duchessa di Cleveland, contessa di Castlemaine, nota anche come lady Castlemaine (Londra, 27 novembre 1640 – Chiswick, 9 ottobre 1709), era una cortigiana inglese, forse la più famosa fra le amanti di re Carlo II d'Inghilterra, da cui ebbe cinque figli, tutti riconosciuti e successivamente nobilitati. La sua influenza fu così grande che fu spesso chiamata "la regina senza corona." Sua contemporanea fu madame de Montespan, amante di re Luigi XIV di Francia.
Barbara Palmer fu ritratta più volte, in particolare dal pittore di corte sir Peter Lely. Per la sua stravaganza, il temperamento scorretto e la promiscuità, il diarista John Evelyn la descrisse come la "maledizione della nazione".
Si convertì al cattolicesimo dall'anglicanesimo nel 1663.

## Infanzia
Nata Barbara Villiers presso la chiesa di St. Margaret a Westminster fu l'unica figlia di William Villiers, II visconte Grandison (1614-1642) e di sua moglie Mary Bayning, figlia del I visconte Bayning, un facoltoso commerciante.
Il nonno paterno di Barbara era fratellastro di George Villiers, I duca di Buckingham. Il 20 settembre 1643, il padre di Barbara, morì nella guerra civile inglese per una ferita riportata nella battaglia di Newbury, mentre lottava per i realisti. Aveva investito la sua considerevole fortuna sui cavalli e munizioni per il suo reggimento di cavalieri lasciando la figlia piccola e la vedova in condizioni precarie. Poco dopo la morte di lord Grandison, la madre di Barbara, lady Mary si risposò con Charles Villiers, II conte di Anglesey, un cugino del defunto marito.
Dopo l'esecuzione del 1649 di re Carlo I, l'impoverita famiglia Villiers trasferì segretamente la propria fedeltà a suo figlio, Carlo. Ogni anno, il 29 maggio, giorno del compleanno del nuovo re, la giovane Barbara, insieme con la sua famiglia, scendeva nella cantina della loro casa nel buio totale e clandestinamente beveva alla sua salute. A quel tempo, Carlo stava vagando per il continente, esiliato e senza un soldo.

## Matrimonio
Nonostante fosse considerata una delle dame più affascinanti del regno, Barbara non ebbe grande fortuna in amore. La prima relazione che intrattenne fu con Philip Stanhope, II conte di Chesterfield; i due interruppero la loro relazione quando Philip dimostrò di essere interessato a sposare donne più facoltose. Così il 14 aprile 1659 Barbara sposò Roger Palmer, contro il volere della famiglia dello sposo. Il matrimonio non ebbe fortuna tanto che i due si separarono nel 1662 dopo la nascita del primo figlio senza però ottenere il divorzio. Barbara e Roger rimasero sposati sino alla morte di lui anche se non è certo che tutti i figli della donna siano stati legittimi.
Barbara divenne amante di Carlo II nel 1660, nel pieno del suo matrimonio, durante l'esilio di Carlo dall'Inghilterra a causa degli sconvolgimenti seguenti la decapitazione di re Carlo I. Come ricompensa, il re nominò Roger Palmer barone di Limerick e conte di Castlemaine nel 1661. Dei sei figli che Barbara partorì, si pensa che cinque siano stati figli di Carlo.

## Splendore e declino

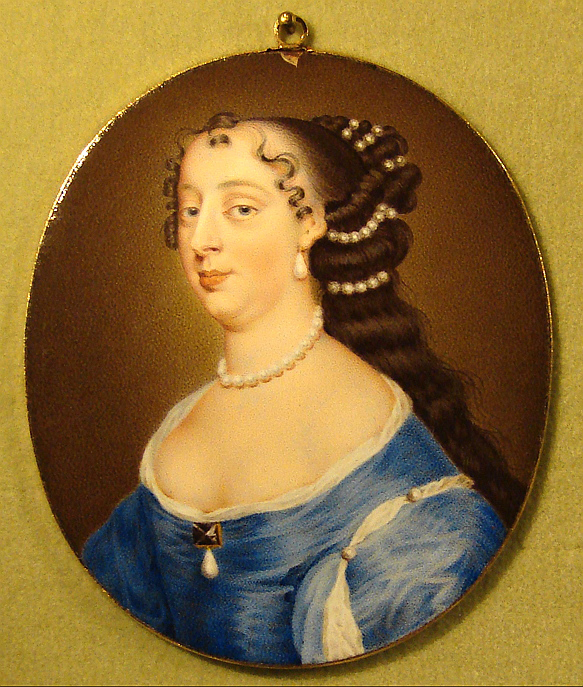
Paul Prieur, Lady Castlemaine (miniatura)

Barbara incontrò in Edward Hyde, importante sostenitore del re, un acceso oppositore; egli, per esempio, impedì alla donna di divenire dama di corte della moglie del re, Caterina di Braganza. In ogni caso, nel 1662, Barbara aveva più influenza sulla vita di corte della stessa regina.
Ben presto però la sua posizione iniziò a vacillare, poiché si diceva che il re avesse intrattenuto una relazione con Frances Stewart. Nel dicembre del 1663 Barbara annunciò la sua conversione al cattolicesimo romano. Non ci è noto con chiarezza il motivo di questa conversione; le ipotesi più attendibili sono due: alcuni sostengono che la donna decise di convertirsi per riconfermare la sua posizione presso il re, che avrebbe visto di buon occhio un passaggio al cattolicesimo, altri invece ritengono che la conversione della donna sia dovuta ad una volontà di riavvicinamento al marito, il cattolico lord Palmer, nel caso molto probabile che il re si fosse stancato di lei.
Barbara era famosa per la sua stravaganza che a volte si rivelava sfrontatezza ed arroganza: si diceva che attingesse direttamente dal tesoro di Stato e che avesse relazioni con i rappresentanti di nazioni potenzialmente avversarie come Spagna e Francia. Usava la sua posizione unicamente a suo vantaggio ottenendo spesso dal sovrano ogni genere di richiesta. Fu questo l'elemento che contribuì a fare rapidamente crollare la sua influenza sul sovrano e sulla corte. Nel 1670 Carlo II nominò Barbara baronessa di Nonsuch, contessa di Southampton e duchessa di Cleveland; non ci è noto se il re fece questo magnanimo atto come un ennesimo omaggio alla sua favorita o se, con queste generose elargizioni, la facesse uscire definitivamente di scena. Il ducato venne poi ereditato da uno dei figli di Barbara, Charles FitzRoy.
Mentre il re aveva accolto a corte nuove amanti, Barbara intratteneva relazioni con altri uomini, compreso il suo cugino di secondo grado John Churchill. Tuttavia, dopo il Test Act, il re ebbe l'opportunità di cacciare Barbara in quanto cattolica e la sostituì come amante ufficiale con Louise de Kérouaille.
Nel 1676 Barbara si trasferì a Parigi con il suo figlio più giovane.
Dopo la morte di Roger Palmer, nel 1705, Barbara sposò in seconde nozze il generale Robert Feilding, che in seguito accusò di bigamia. Barbara morì nel 1709 a causa di un edema.